# Eros versus Thanatos / Último Gobierno
Eros versus Thanatos / Último Gobierno es el título del LP compartido entre los tolosanos Ruido de Rabia y los burgaleses Último Gobierno. Este disco fue autoeditado en 1987 por las dos bandas y la ayuda del fanzine madrileño Penetración. En la cara de U.G. encontramos un hardcore punk rápido y contundente, de canciones cortas, más cercano tanto musical como líricamente al d-beat de Discharge y los grupos escandinavos de principios de la década. La cara de RdR es más experimental, moviéndose entre el hardcore, el crust punk e incluso toques de una especie de proto-grindcore. Se hicieron 1000 copias que se agotaron rápidamente (gran parte de las copias se intercambiaron con distribuidoras de otros países), lo que, unido al hecho de no haber sido reeditado, lo ha convertido en una pieza de coleccionista.

## Canciones

### Eros versus Thanatos(Canciones de Ruido de Rabia).[2]
1. Partidos políticos - 00:51
2. Nuevos edificios - 01:44
3. No acepto - 01:19
4. ¿Necesitas cadenas? - 00:48
5. Verdad interior - 00:58
6. Fuego contra hielo - 01:40
7. Programa de gobierno - 00:55
8. Alimento para las flores - 01:01
9. La mentira es la droga más consumida - 00:07
10. Miedo a la libertad - 00:43
11. Estacas educativas en mentes limpias - 02:39
12. Fiesta nacional - 00:50
13. Amantes de Thanatos - 01:34
14. Teología del sufrimiento - 01:34
15. No cojáis palos - 01:47

### Último Gobierno(Canciones de Último Gobierno)
1. Soldados - 01:21
2. Sudáfrica - 00:45
3. Basta ya - 00:44
4. Ataque aéreo - 01:20
5. Odio y poder - 01:05
6. Paz - 01:01
7. Dolor y lágrimas - 01:17
8. Agresión - 01:03
9. Víctimas - 01:22
10. Productos químicos - 00:36
11. Control - 02:43
12. Preparaos - 01:06
13. Visiones de guerra - 01:23
14. Inanición - 01:05
15. Política - 01:49